# Funghi rodosporei

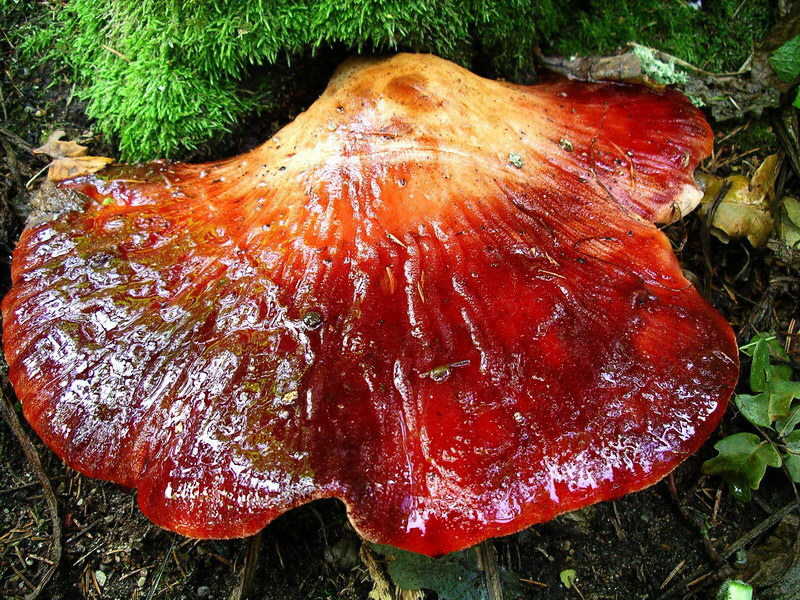
La Fistulina hepatica è un fungo rodosporeo

Per Funghi rodosporei si intendono tutti quelli che hanno sporata di colore rosa.

## Chiavi analitiche dei Funghi rodosporei
(carnicine o roseo-ferruginose)
1. Gambo laterale o assente, sul legno: Claudopus
  - Gambo centrale (2)
2. Volva alla base dello gambo, anello assente, lamelle rosee: Volvaria
  - Volva e anello assente (3)
3. Lamelle libere, cappello facilmente separabile dallo gambo, crescono sul legno: Pluteus
  - Lamelle non libere (4)
4. Gambo carnoso o fibroso (5)
  - Gambo cartilaginoso, smilzo (6)
5. Lamelle sinuoso-annesse o leggermente distanti dallo gambo, prima bianche poi rosee: Entoloma
  - Lamelle scorrenti e non sinuate sul gambo, prima bianche, poi rosee o carnicine o giallo-rugginose: Clitopilus
6. Lamelle decorrenti: Eccilia
  - Lamelle non decorrenti (7)
7. Cappello convesso, margini prima involuti, poi aperti: Leptonia
  - Cappello a forma di campana o conico, margini diritti nel fungo giovane: Nolanea